# تزليق صوتي
يحدث التزليق الصوتي أو السمعي عندما يسمح صوت ما (يقاس في الفراغ عن طريق وضع ميكروفون على عنصر واحد من النظام المنزلق) للاهتزاز بإحداث انفصال بين وجهين منزلقين. وقد يحدث ذلك بين لوحين أو بين مجموعة من الجسيمات. ويُشار إلى أن تردد الصوت المطلوب لإحداث القدر الأمثل من الاهتزاز، وبالتالي التسبب في التزليق الصوتي، يختلف وفقًا لحجم الجسيمات (فالترددات العالية سيكون لها التأثير المرغوب - أو غير المرغوب - على الرمال، أما الترددات المنخفضة فسيكون لها نفس التأثير على الصخور).

## أمثلة
إذا كان معامل الاحتكاك الديناميكي بين جسمين هو 0.20 وتسبب الاهتزاز في تقليل الاتصال بينهما إلى النصف، فسيعادل ذلك معامل الاحتكاك الثابت والذي يبلغ 0.10.[بحاجة لمصدر] وقد يكون لهذا التقليل الكبير في عملية الاحتكاك تأثير عميق على النظام. ويمثل تزليق مسننات دبابة بانزر الألمانية التي استخدمت في الحرب العالمية الثانية باستخدام الصرير الصادر منها المثال الأشهر على الإطلاق للتزليق الصوتي، وإن كان اكتشافه محل صدفة غريبة وسارة.
وهناك مثال آخر وهو الانزلاقات الأرضية. لا تشتمل معظم الانزلاقات الأرضية على مثل هذا التأثير، ولكن أحيانًا يكون تردد الاهتزازات الناجمة عن الانزلاق الأرضي أفضل طريقة تحث الصخور على الاهتزاز. وفي هذه الحالة، تتسبب الاهتزازات المرتدة في انزلاق الصخور بشكلٍ أسرع ولمسافةٍ أبعد من المعتاد، وبالتالي قد تمثل خطرًا متزايدًا على كل ما يتواجد في طريقها. وإحدى السمات المميزة لمثل هذا الانزلاق الأرضي هي أنه يشبه تدفق الماء أو الطين، ولا يشبه انزلاق الصخور الجافة وهي الحالة التي كانت عليها قبل ذلك بلحظات.
وهناك مثال ثالث وأكثر شيوعًا وهو الهواتف المحمولة وأجهزة الاستدعاء الآلية عند وضعها على طاولة مائلة بعض الشيء. إذا كانت خاصية الاهتزاز مُفعلة، فسينزلق الهاتف عبر الطاولة.

## التطبيقات
بجانب دراسة الانزلاقات الأرضية، هناك استخدامات أخرى عديدة للتزليق الصوتي، خاصةً في الحالات التي يكون فيها الاحتكاك المتغير مطلوبًا أو الحالات التي لا يمكن استخدام زيوت التشحيم أو المزلقات التقليدية فيها. ومن بين هذه الحالات حفر آبار (المياه والنفط وما إلى ذلك) في الرمال. وقد تقلل درجة الصوت المُثلى (مقياس التردد) كثيرًا من الاحتكاك بين مثقب الحفر والرمال.
كما تُعد شفرات الحلاقة الجديدة ذات الرؤوس الهزازة مثالاً آخر.

## في الأعمال الخيالية
- في لعبة الفيديو الشهيرة شادو كومبلكس «الظل المعقد»، يمكن للبطل أن يحصل على جهاز «مانع للاحتكاك» يستخدم تقنية التزليق الصوتي، ويمكنه ذلك من الركض بسرعة عالية للغاية.